# Locate di Triulzi
Locate di Triulzi là một đô thị ở tỉnh Milano, vùng Lombardia của Italia, khoảng 14 km về phía đông nam củaMilano. Tại thời điểm ngày 31 tháng 12 năm 2004, đô thị này có dân số 8.574 và diện tích là 12,3 km².
Đô thị Locate di Triulzi gồm cácfrazione (subdivision) Moro.
Locate di Triulzi giáp các đô thị sau:San Donato Milanese, San Giuliano Milanese, Opera, Pieve Emanuele, Carpiano, Siziano.